# Värnberg

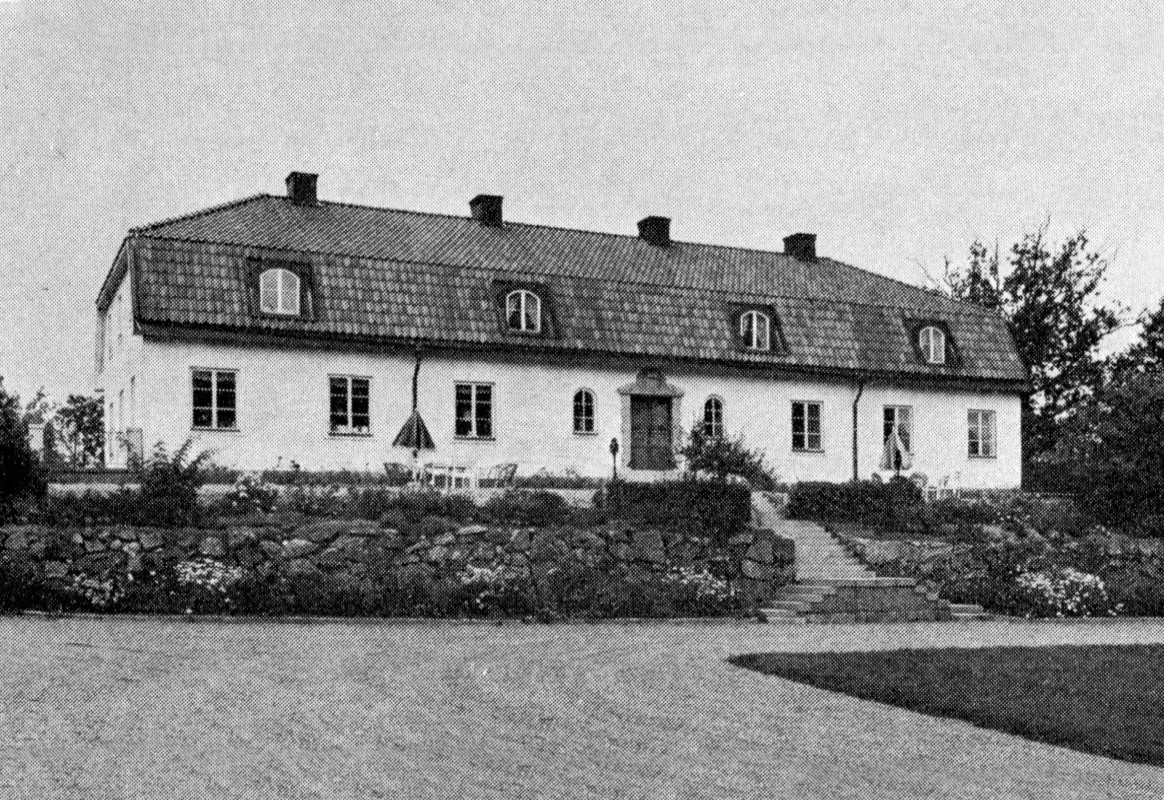
Värnbergs huvudbyggnad uppfördes i äldre stil 1955–1958.

Värnberg är en herrgård i Roslags-Bro socken i Norrtälje kommun, Stockholms län. Gårdens huvudbebyggelse ligger strax norr om Värnbergssjön.

## Historik

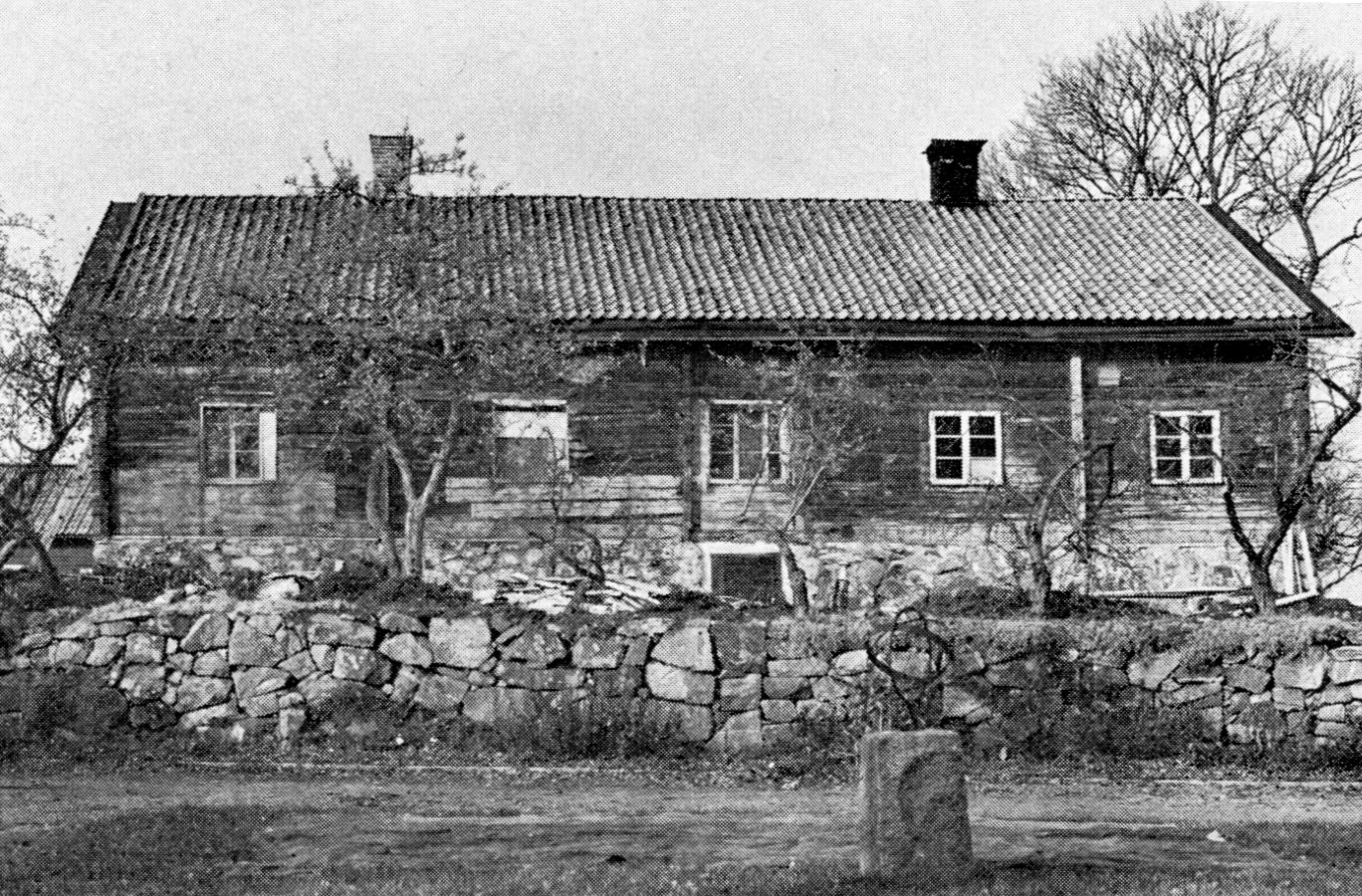
Den gamla huvudbyggnaden revs 1954.

Här fanns ursprungligen en by med namnet Kudberg som omnämns  1409 i Quidbergha. Den tillhörde kronan men köptes 1642 Melcher Wernstedt. Han eller hans arvingar bebyggde gården före 1657 till säteri och fick efter ägarfamiljen namnat Wernberg (dagens Värnberg). Egendomen såldes av Christoffer Wernstedt till Gabriel Leijonsköld som i sin tur sålde den vidare till Mårten Blixencrons änka Margareta von Wahle (död 1681). Hon utarrenderade gården som sedermera tillhörde släkterna Leijonsköld, Leijonancker och Gyllenborg.
Under landshövdingen Gustaf Samuel Gyllenborg gjordes Värnberg 1797 till fideikommiss för sin svågers dotterson riksmarskalken, greve Johan Gabriel Oxenstierna. Egendomen stannade sedan inom släkten Oxenstierna och ägdes 1918 av greve Johan Gabriel Oxenstierna som var känd idrottsman och olympisk guldmedaljör vid OS i Los Angeles 1932. Han sålde 1974 fideikommissets fasta egendom till sonen bergsingenjören Thure Gabriel Oxenstierna (född 1923). 1979 omfattade egendomen en areal om 426 hektar varav 210 hektar öppen jord.

## Byggnader

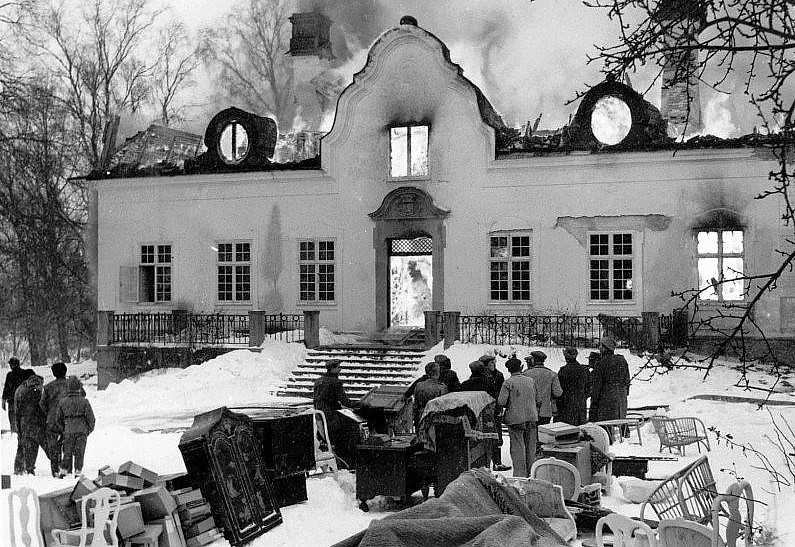
Flygelbyggnaden brinner, 1954.

Den äldre huvudbyggnaden från 1600-talet ersattes 1955 av en modern sådan. Dess källare och grund är dock från den ursprungliga träbyggnaden som var för bofällig för att kunna restaureras. Den nya är ett stenhus under ett valmat och brutet sadeltak och med fasader i tegel med tunn puts. För ritningarna stod den dåvarande ägaren Johan Gabriel Oxenstierna själv. 
En flygelbyggnad uppfördes 1802-1803 och byggdes om 1910 efter ritningar av Ragnar Östberg men brann ned på vintern 1954. Endast tre av nedre våningens ytterväggar och de båda skorstensstockarna stod kvar efter brandens släckning.
Trots att huvudbyggnaden är relativ nybyggd präglas interiören från 1600- och 1700-talen och mycket av den gamla byggnaden togs tillvara, exempelvis dörrar med lås och gångjärn. I entréhallen finns det gamla husets mäktiga träbjälklag i taket. Bland interiören i huvudbyggnaden märks äldre kakelugnar samt äldre möbler och andra konstföremål. 
I huset finns en matsal och en salong vars möblemang går i gustaviansk stil. Bibliotekets oxblodsfärgade stofttapeterna med stora akantusmotiv härrör från gamla huset och torde vara en av de största och bäst bevarade i Sverige. Konstverk av Lorens Pasch d.ä., David von Krafft, Fredrik Brander och Gustaf Lundberg smyckar husets väggar.

## Historiska bilder

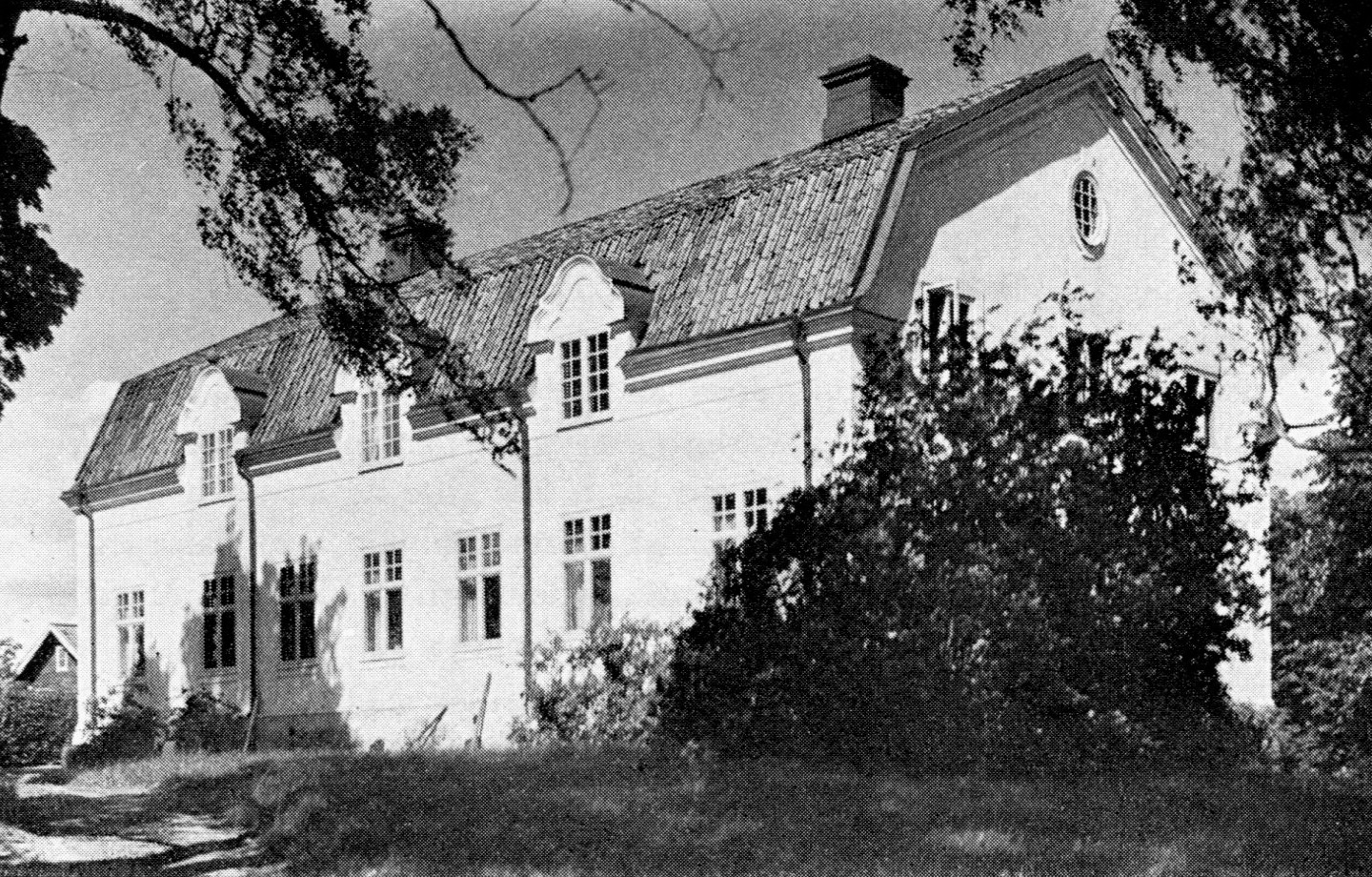
Flygelbyggnaden i Ragnar Östbergs skepnad före branden.
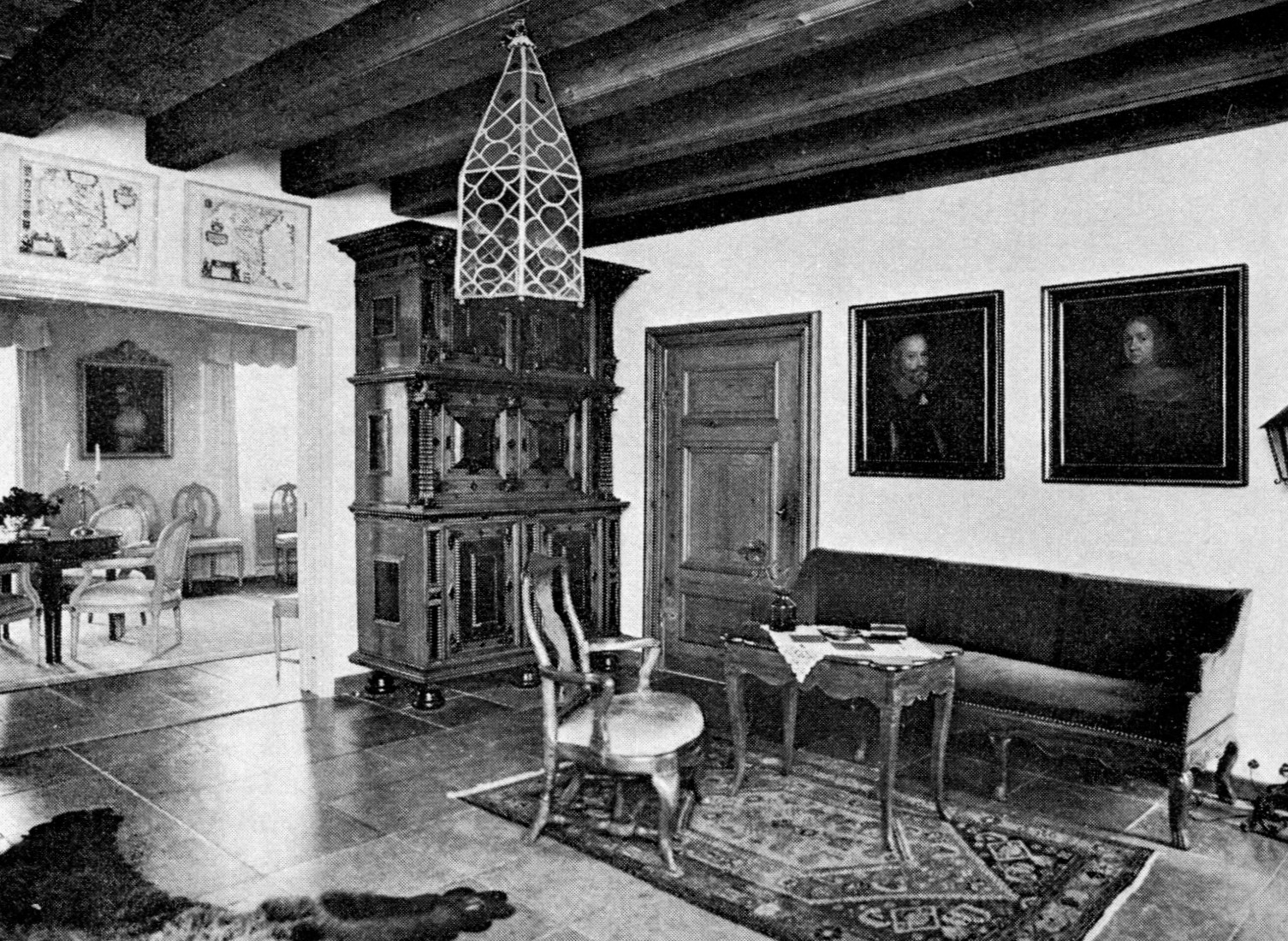
Huvudbyggnad, hallen.
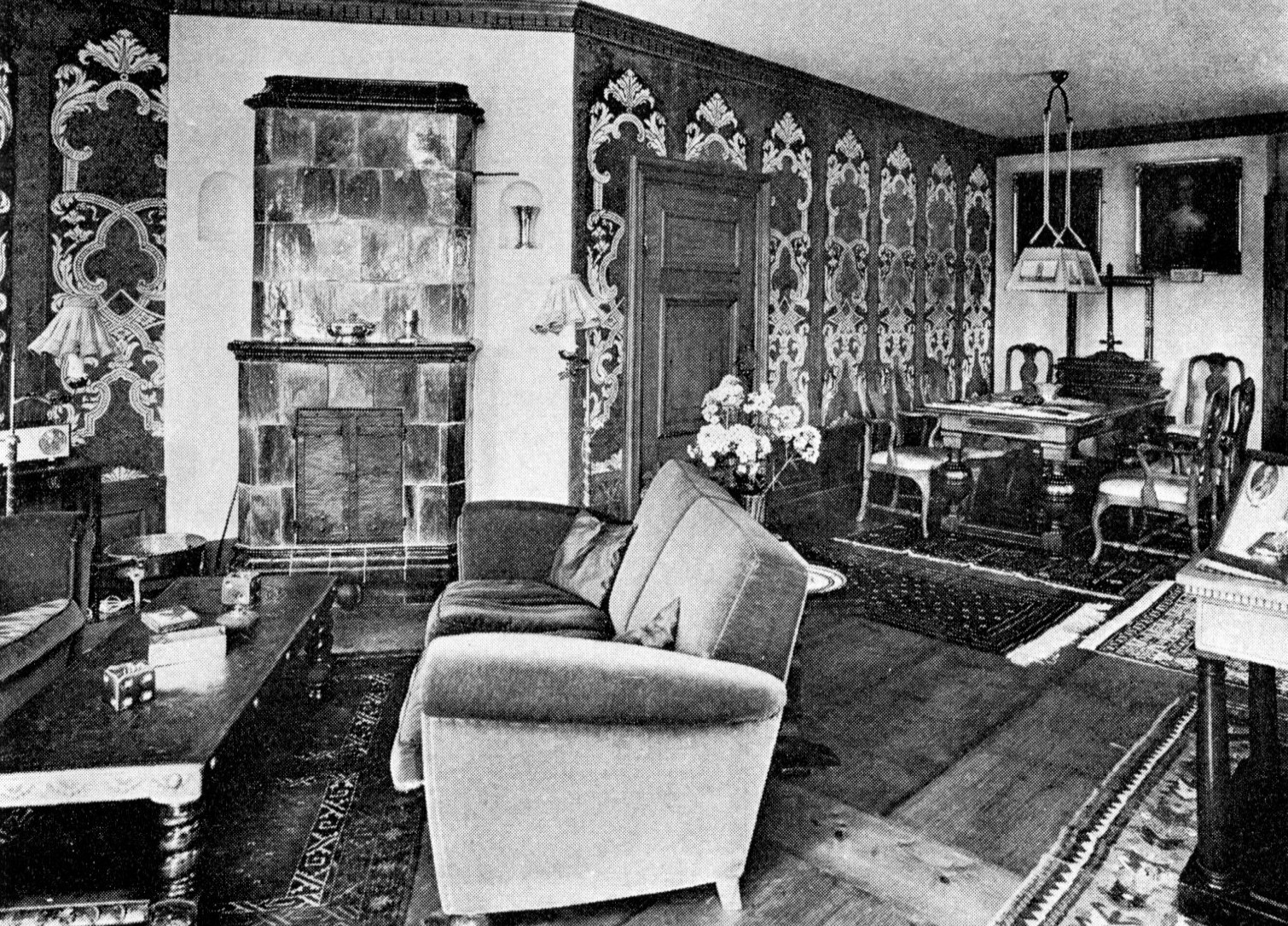
Huvudbyggnad, bibliotek-vardagsrum.
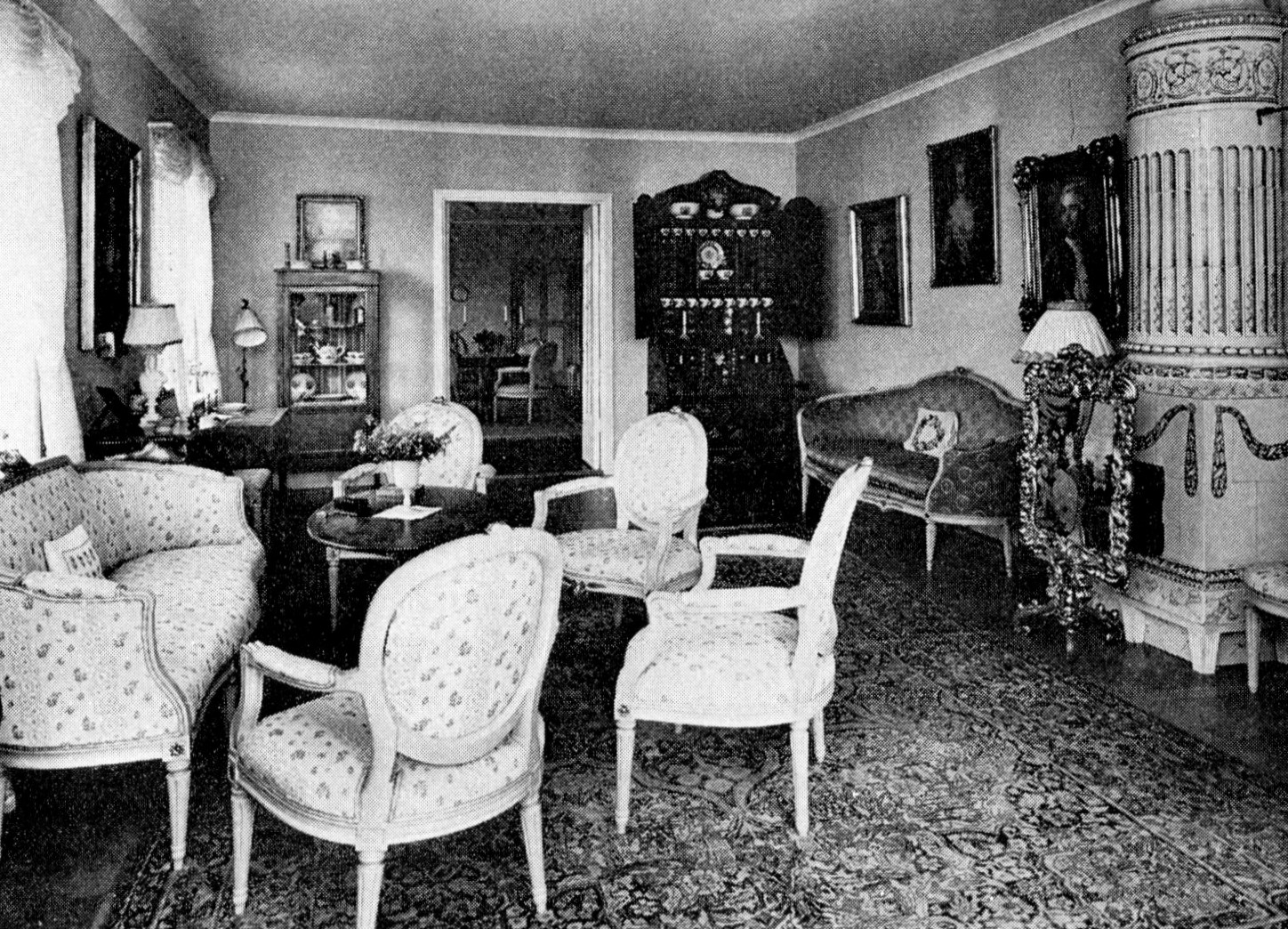
Huvudbyggnad, salongen.